# Арпаджик
 Тази статия е за селото в България.  За лука вижте Кромид лук.  
Арпаджик е село в Южна България. То се намира в община Мадан, област Смолян.

## География
Село Арпаджик се намира в планински район.